# パイオニア (トラクター)
ピオネール（ロシア語: Пионер）はソビエト連邦の砲兵トラクターである。

## 概要
戦間期、ソ連は各種装甲車両を開発していたが、第一次世界大戦時の戦車開発に関するノウハウを持たないソ連では、装甲車開発のモデルを外国に求めざるを得なかった。そのモデル先となったのは、初めて戦車を開発したイギリスであり、その中でもイギリスが低コストをウリに各国に積極的に輸出を行い、各国の戦車開発の起点となったのがカーデンロイド戦車であった。
なお、これ以前にはフランスのルノーFTをモデルにしたT-18（ロシア革命時の鹵獲品）があったが、T-18は1930年代に入る時点で既に旧式化が著しく、改造限界も迎えており、幾つかの派生車両開発も失敗に終わっていた。
ソ連は20両のカーデンロイドをライセンスと共に購入し、これを元にT-18以来の戦車開発に着手。戦車としてはT-27などを開発したが、合わせてカーデンロイドをはじめとする豆戦車では戦車としては戦闘能力に不足を感じ、次第に他国の戦車模倣はT-35のような多砲塔戦車や重戦車に移っていった。
一方でカーデンロイドは輸出された多くの国でも戦車ではなく牽引トラクターや偵察車として使用されたように、ソ連においても砲兵トラクターとしての用途を見出しはじめていた。この内の一つがピオネールである。

## 開発
開発は1932年に科学自動車研究所(НАМИ)にて開始された。
トランスミッションをはじめとする多くの部品が、既成品の非軍用トラクター用の資材で製作されており、大量生産や整備性を視野に入れた開発が進められた。乗員は1名であるが座席が6人分あり、ここに兵士を乗せることで火砲の牽引を行いつつ、砲の展開要員も同時に運搬することができた。
開発は1935年に完了し、大量生産に着手。モスクワのオルジョニキーゼ第37工場にて生産が開始された。
1936年には初期生産分として25 - 50台が生産された。

## 運用

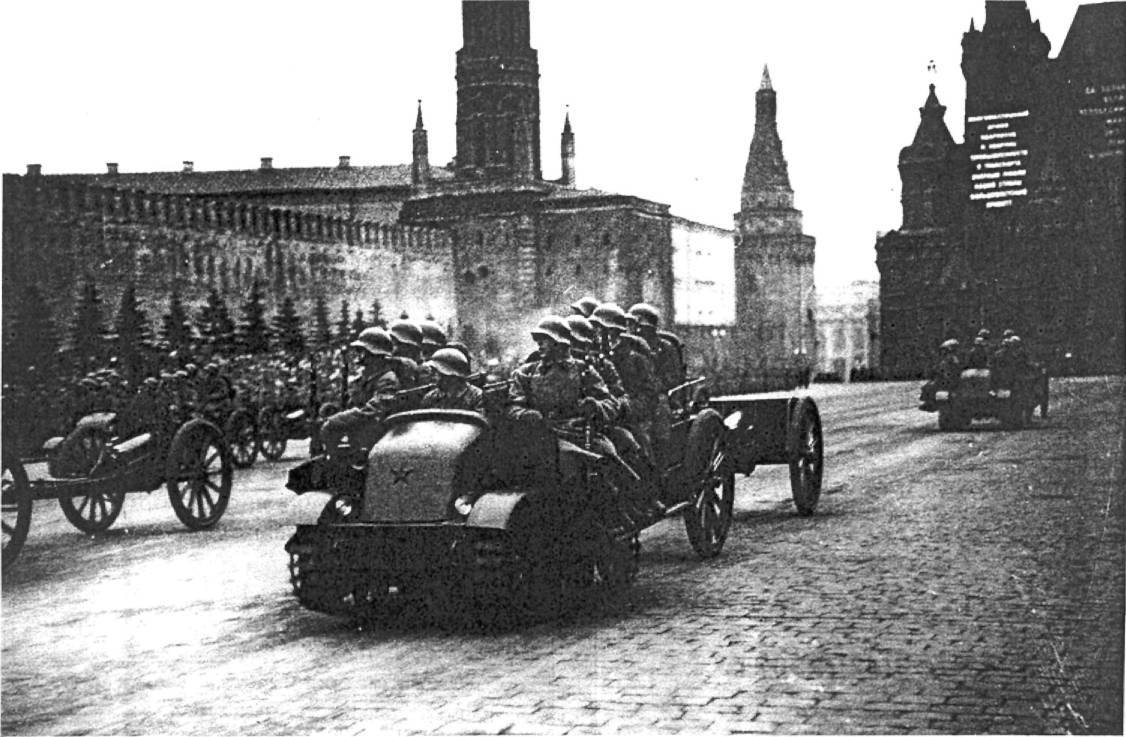
1936年11月7日、赤の広場で行われたパレードで76.2mm砲を牽引するピオネール

生産された年の11月7日に行われた赤の広場での軍事パレードがパイオニアの初のお披露目となった。ところがこのパレードにおいて、大きな問題こそ起きなかったものの、操縦を担当した兵士及び同乗した兵士から走行時、特に曲がる際の安定性が非常に悪いという声が上がった。
カタログスペック上では可能な砲牽引と兵士の運搬も、同時に行うにはピオネールの馬力と車体はあまりにも脆弱であった。
更にこれらの性能の為に走行性能以外を大きく削っており、装甲車両でありながら運転席、エンジン、燃料タンクといった重要箇所にさえ装甲が皆無という有様であり、小火器に対してすら被弾すると炎上は免れないという評価が下され、1937年に生産は中止となった。
その後装甲を追加したピオネールB1、B2という改良版の開発も行われたが、これらも軍の要望を満たすことはできなかった。

## ギャラリー

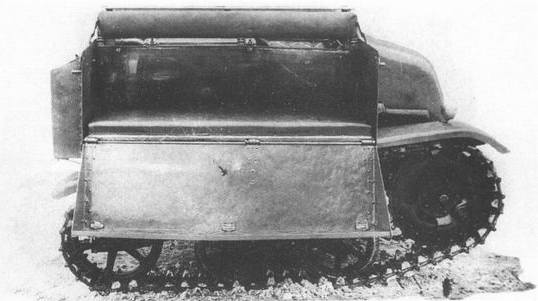
右側面